# Osvaldo Martínez
Osvaldo Martínez (* 8. April 1986 in Luque) ist ein paraguayischer Fußballspieler, der vorwiegend im Mittelfeld agiert.

## Laufbahn
Martínez begann seine Profikarriere 2003 beim Club Libertad, mit dem er in den Jahren 2006, 2007 und 2008 (in diesem Jahr wurde die Meisterschaft in Paraguay erstmals in eine Apertura und Clausura unterteilt) viermal in Folge paraguayischer Fußballmeister wurde.
Im Winter 2008/09 unterschrieb er einen Vertrag beim CF Monterrey, mit dem er in den folgenden zweieinhalb Jahren zweimal mexikanischer Meister wurde sowie je einmal die CONCACAF Champions League und die InterLiga gewann.
Die Saison 2011/12 sowie die Hinrunde der Saison 2012/13 verbrachte er beim Club Atlante und stieß zur Rückrunde zum Club América, mit dem er zwei weitere Meistertitel sowie noch einmal die CONCACAF Champions League gewann. Auch 2015/16 gewann er diesen Wettbewerb.
Nach seiner Zeit bei Club América wechselte er 2017 zu Santos Laguna, mit denen er 2017/18 die mexikanische Liga gewann.
Im Januar Liga MX 2018/19 wechselte er zu Atlas Guadalajara.
Genau ein Jahr später, im Januar 2019/20 wechselte er zum Puebla FC.
Seit 2008 ist Martínez auch paraguayischer Nationalspieler und nahm unter anderem zweimal an der Copa América (2011, wo er mit Paraguay Vize-Amerikameister wurde, und 2015) teil.

## Erfolge
- Paraguayischer Meister: 2006, 2007, Apertura 2008, Clausura 2008
- Mexikanischer Meister: Apertura 2009, Apertura 2010, Clausura 2013, Apertura 2014, Clausura 2018
- CONCACAF Champions League: 2011, 2015, 2015/16
- InterLiga: 2010